# Dracophyllum heteroflorum
Dracophyllum heteroflorum är en ljungväxtart som beskrevs av Walter Reginald Brook Oliver. Dracophyllum heteroflorum ingår i släktet Dracophyllum och familjen ljungväxter. Inga underarter finns listade i Catalogue of Life.